# La Pie voleuse (film, 2024)
Pour les articles homonymes, voir La Pie voleuse (homonymie).
Pour plus de détails, voir Fiche technique et Distribution.
La Pie voleuse est un film dramatique français réalisé par Robert Guédiguian et sorti en 2025.

## Synopsis
Maria, auxiliaire de vie, n'est plus toute jeune et tente de vivre avec sa condition précaire et ce n'est pas de tout repos. Elle doit veiller sur son mari retraité qui s'endette aux jeux et tout faire pour que son petit-fils tente le conservatoire de piano. Pour y parvenir, elle vole quelques euros aux personnes âgées dont elle s'occupe et fait des faux chèques pour la location du piano. Jusqu'au jour où le fils d'une de ces personnes s'en mêle.

## Fiche technique
Sauf indication contraire, les informations mentionnées dans cette section peuvent être confirmées par les bases de données cinématographiques IMDb et Allociné,  présentes dans la section « Liens externes ».
- Titre original : La Pie voleuse
- Réalisation : Robert Guédiguian
- Scénario : Robert Guédiguian et Serge Valletti
- Musique : Michel Petrossian
- Décors : David Vinez
- Costumes : Anne-Marie Giacalone
- Photographie : Pierre Milon
- Son : Laurent Lafran, Jean-Marc Schick et Bruno Reiland
- Montage : Bernard Sasia
- Production : Marc Bordure et Robert Guédiguian
- Sociétés de production : Agat Films & Cie - Ex Nihilo
- Sociétés de distribution : Diaphana Distribution
- Budget : 2,5 millions d'euros[1]
- Pays de production :  France
- Langue originale : français
- Format : couleur
- Genre : drame
- Durée : 101 minutes
- Dates de sortie :
  - Italie : 17 octobre 2024 (Festival international du film de Rome) ; 17 avril 2025 (sortie nationale)
  - France : 29 janvier 2025[2]

## Distribution
Sauf indication contraire, les informations mentionnées dans cette section peuvent être confirmées par les bases de données cinématographiques IMDb et Allociné,  présentes dans la section « Liens externes ».
- Ariane Ascaride : Maria, auxiliaire de vie
- Jean-Pierre Darroussin : Robert Moreau
- Gérard Meylan : Bruno
- Grégoire Leprince-Ringuet : Laurent Moreau, le fils de Robert
- Lola Naymark : Audrey, la femme de Laurent
- Marilou Aussilloux : Jennifer Jourdan
- Robinson Stévenin : Kevin Jourdan
- Thorvald Sondergaard : Nicolas Jourdan, fils de Kevin et Jennifer
- Geneviève Mnich : Mme Kalbiak
- Jacques Boudet : René Toulouse
- Jacqueline Vicaire : Madame Toulouse
- Sophie Payan : la juge